# حملة غواصات البحر الابيض المتوسط (الحرب العالمية الأولى)

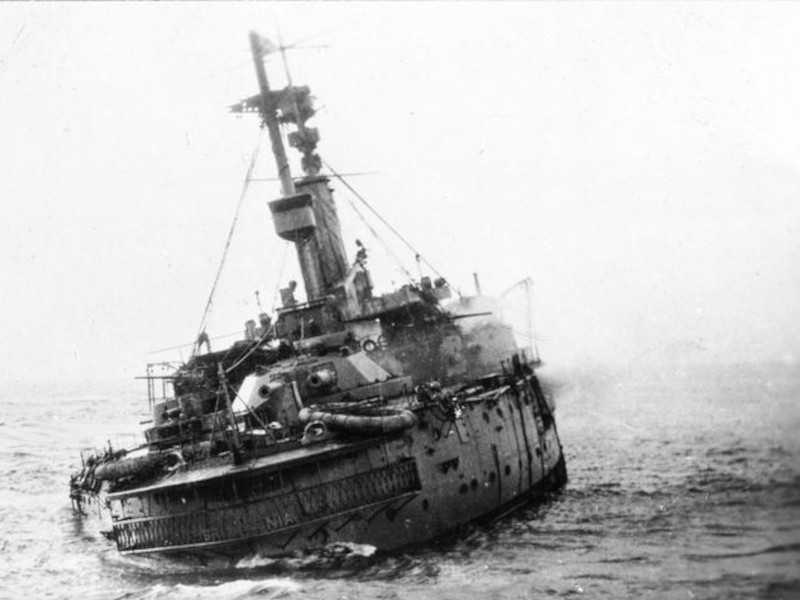
سفينة حربية بريطانية غرق بالقرب من جبل طارق في 9 نوفمبر 1918 ، بضربة من الغواصة يو بي-50.

حملة غواصات البحر الأبيض المتوسط حملة غواصات فيفي البحر الأبيض المتوسط من قبل النمسا والمجر والإمبراطورية الألمانية (مع بعض الدعم من الإمبراطورية العثمانية) ضد الحلفاء خلال الحرب العالمية الأولى. وقد تميزت بقدرة القوى المركزية على الإغارة وشبه الإفلات من العقاب خلال السنوات الأولى من الحرب، مما تسبب في خسائر كبيرة في الشحن، حتى سمح إدخال نظام القوافل للحلفاء بتخفيض خسائرهم بشكل كبير من عام 1917 فصاعدًا.

## التاريخ

### 1914: المراحل الأولية
عند اندلاع الحرب العالمية الأولى ومع قرار إيطاليا بالبقاء على الحياد، كانت القوة البحرية للقوات المركزية ممثلة ببحرية الإمبراطورية النمساوية المجرية والبحرية النمساوية المجرية، التي كان منفذها الوحيد للوصول إلى البحر عبر البحر الأدرياتيكي.
تضمنت المرحلة الأولى من حملة غواصات يو في البحر الأبيض المتوسط الإجراءات التي اتخذتها قوة غواصات UKuk ضد الفرنسيين. في بداية الأعمال القتالية، كان لدى KuK سبعة غواصات يو: خمسة في الخدمة، واثنين في التدريب؛ كانت جميعها من الفئة الساحلية المعروفة بقدرت تحملها القليلة، ومناسبة للتشغيل في البحر الأدرياتيكي.